# 西城玲菜
西城 玲菜（さいじょう れいな、1996年-）は、日本のYouTuber、TikToker、Webディレクター、会社経営者。じょん名義でLGBTQ当事者として、LGBTQに関するテーマについて情報発信を行っている。

## 略歴
- 1996年、埼玉県に生まれる。高校生の頃に初めてHTMLに触れ、情報系の大学に進学する。大学中退後、システム開発会社での勤務を経て現在は株式会社マスドライバーに在籍し、要件定義・ディレクション・制作の業務を行う[1]。2018年冬からは日本ディレクション協会の運営メンバーを務める[2]。
- 「じょん」名義でジェンダーレス女子として、LGBTQに関するテーマを中心に発信している。YoutubeやTiktokを通した情報発信やメディアへの出演を行う。
- 2020年10月、ジェンダーをリデザインする会社としてUxQ株式会社を設立。ジェンダーレスコスメ『uuu-Ga』の商品化のため、2022年3月31日からCAMPFIREにてクラウドファンディングを開始、支援総額579,816円が集まった[3][4]。

## 人物
一人称は「僕」、「私」。学生時代、家に居場所が持てなかった自分自身の経験を元にして、性別に悩みを抱える若者たちに向けてジェンダーレスな考えを発信している。好きな色は緑。

## 出演歴
- NHK 『バリバラ』「天才てれびくんコラボSP 男らしさ女らしさってなに?」2020年12月24日[7]
- NHK『天才てれびくんhello,』「天てれ×バリバラ　男らしさ女らしさってなに？」  2021年3月23日[8]

- 東京2020オリンピック・パラリンピック 競技大会公認／渋谷区文化プログラム「MERRY SMILE SHIBUYA 2020」2021年8月24日〜27日[9]